# Crocus fleischeri
Crocus fleischeri är en irisväxtart som beskrevs av Jacques Étienne Gay. Crocus fleischeri ingår i släktet krokusar, och familjen irisväxter. Inga underarter finns listade i Catalogue of Life.